# أندرياس شوتس
أندرياس شوتس (بالصينية: 孫達志) هو مدرب خيول صيني، ولد في 19 فبراير 1968 في ألمانيا.